# Le Voleur (film, 1920)
Pour les articles homonymes, voir Le Voleur.
Pour plus de détails, voir Fiche technique et Distribution.
Le Voleur (The Thief) est un film américain réalisé par Charles Giblyn, sorti en 1920.

## Synopsis
Mary Vantyne et son mari Andrew sont invités chez une vieille amie de Mary, Isabelle Lenwright, qui contrairement à Mary a épousé un homme riche. Lorsque Mary entend certains invités se moquer de son apparence, elle décide d'avoir une nouvelle garde-robe, et bientôt tout le monde est étonné par Mary et ses belles robes. Ces changements font qu'elle est admirée par Fred Lenwright, le fils de son amie, mais aussi par le peu scrupuleux millionnaire Ralph Blake. Face à des factures de plus en plus élevées, Mary se trouve dans une position compromettante jusqu'à ce que Blake lui montre un reçu attestant le paiement de ces factures. De plus, Lenwright engage  un détective pour enquêter sur le vol de 3 000 $, dont Fred se trouve accusé. Puis Andrew découvre les factures payées par Blake, et ce dernier prétend que Fred a volé cet argent pour payer les factures de Mary. Mais Mary confesse que c'est elle qui a pris cet argent pour payer ses nouveaux habits. 

## Fiche technique
- Titre original : The Thief
- Titre français : Le Voleur
- Réalisation : Charles Giblyn
- Scénario : Max Marcin, Paul Sloane, d'après la pièce Le Voleur d'Henri Bernstein
- Direction artistique : John D. Bradden
- Photographie : Joe Ruttenberg
- Production : Nat H. Spitzer
- Production exécutive : William Fox
- Société de production : Fox Film Corporation
- Société de distribution : Fox Film Corporation
- Pays de production :  États-Unis
- Langue originale : anglais
- Format : noir et blanc — 35 mm — 1,37:1 — film muet
- Genre : Comédie dramatique
- Durée : 6 bobines
- Dates de sortie : 
  - États-Unis : 11 décembre 1920
  - France : 11 novembre 1921
- Licence : Domaine public

## Distribution
- Pearl White : Mary Vantyne
- Charles Waldron : Andrew Vantyne
- Wallace McCutcheon Jr. : Ralph Blake
- George Howard : Richard Lenwright
- Dorothy Cumming : Isabelle Lenwright
- Eddie Fetherston : Fred Lenwright
- Sidney Herbert : Long
- Tony Merlo : le valet de Long